# Кирабаев, Серик Смаилович
Серик Смаилович Кирабаев (23 марта 1927, п. Атасу, Жанааркинский район, Карагандинская область — 26 октября 2021) — советский и казахский учёный-литературовед, критик. доктор филологических наук (1964), профессор (1966), академик НАН РК (1994). член-корреспондент Академии педагогических наук СССР (1968).
Заслуженный деятель науки Казахской ССР (1977). Заслуженный деятель науки Республики Кыргызстан (1995). Лауреат Государственной премии Республики Казахстана (1996). Заслуженный деятель Казахстана (2005).

## Биография
Родился 23 марта 1927 года в селе Атасу современной Карагандинской области Казахстана. Происходит из подрода алсай рода Куандык племени аргын.
В 1951 году окончил филологический факультет Казахского педагогического института им. Абая. В 1951—1952 годах работал старшим редактором Казахского государственного художественного издательства, затем заведующим отделом в журнале «Әдебиет және искусство». С 1952 по 1955 годы — редактор казахстанского журнала «Пионер».
С 1955 по 1958 годы — заведующий отделом литературы и искусства редакции газеты «Социалистік Қазақстан» (ныне «Егемен Қазақстан»). В 1956 году защитил кандидатскую диссертацию о литературной деятельности Испандиара Кубеева.
С 1958 по 1988 годы — доцент, профессор, заведующий кафедрой казахской литературы, декан филологического факультета, проректор по учебной работе Казахского педагогического института им. Абая.
С 1988 по 1995 годы — директор Института литературы и искусства им. М. О. Ауэзова НАН РК, с 1995 года — заведующий отделом современной казахской литературы там же.
С 1994 года — академик Национальной академии наук Казахстана.
Параллельно продолжал преподавать в Казахском национальном педагогическом университете имени Абая.

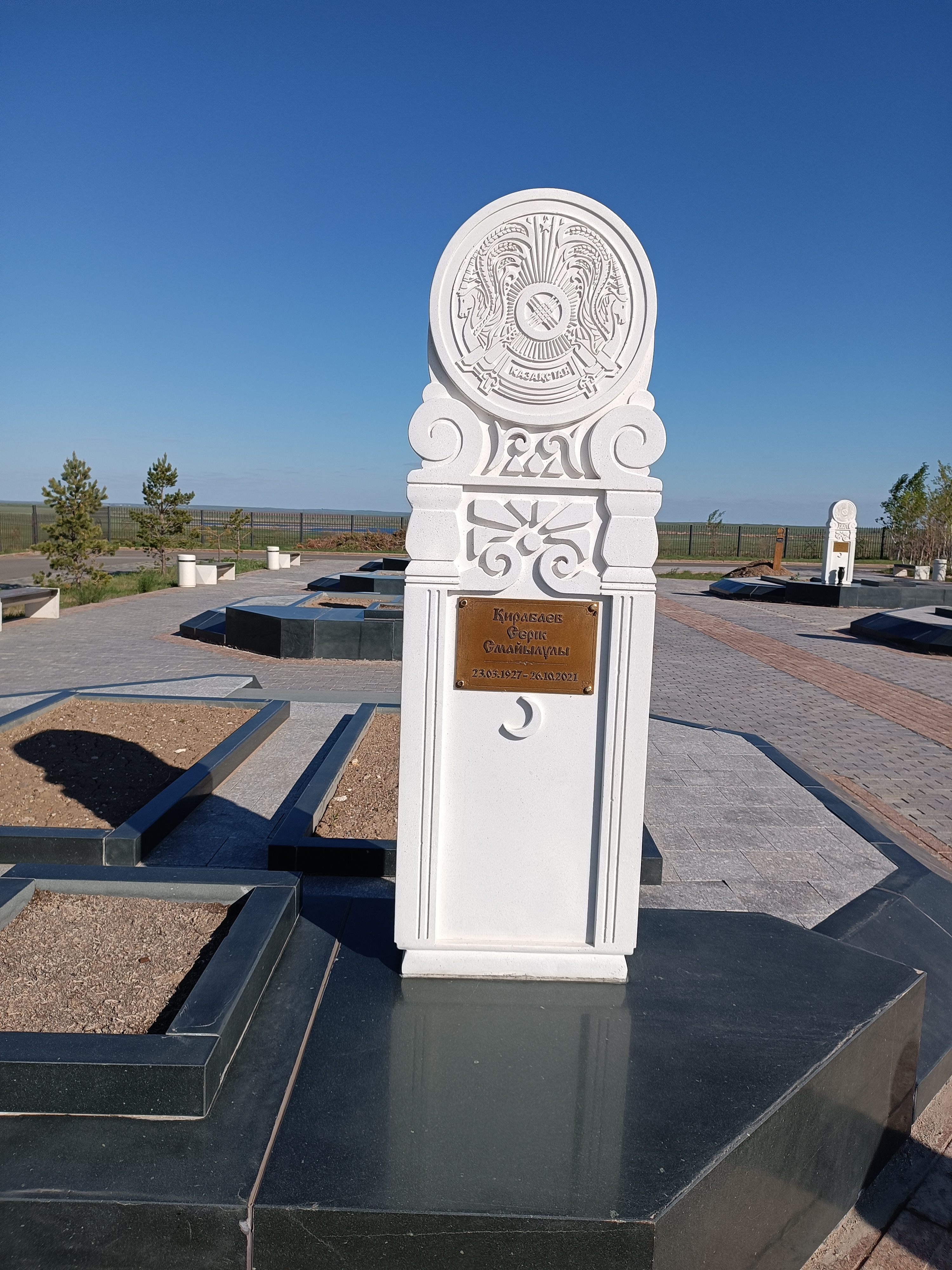

Похоронен в Национальном Пантеоне Казахстана.

## Научные, литературные труды
Автор около 600 научных и литературно-критических работ, среди которых 25 монографий, 15 учебников и учебных пособий.
Основные научные труды:
- Сакен Сейфуллин. Монография. Алма-Ата, 1962.
- Революция и литература. Монография в 2-х томах. Алма-Ата, 1977
- Высокое назначение. Научные статьи, критические очерки. Алма-Ата,1985
- Жусупбек Аймаутов. Монография. Алматы, 1993.
- Белые пятна в казахской литературе, Алматы, 1995.
- Казахская литература. Вторая половина 19 века и начало 20 века. Учебник для 10 класса средней школы. Алматы, 1997.
- Казахская литература советского периода. Алматы, 1998.

## Награды и звания
СССР и Казахской ССР
- 1947 — Медаль «За победу над Германией в Великой Отечественной войне 1941—1945 гг.»
- 1948 — Медаль «За доблестный труд в Великой Отечественной войне 1941—1945 гг.»
- 1957 — Медаль «За освоение целинных земель»
- 1959 (3 января) — Медаль «За трудовое отличие» — за выдающиеся заслуги в развитии казахского искусства и литературы и в связи с декадой казахского искусства и литературы в г. Москве[6]
- 1967 — Юбилейная медаль «Двадцать лет Победы в Великой Отечественной войне 1941—1945 гг.»
- 1970 — Медаль «В ознаменование 100-летия со дня рождения Владимира Ильича Ленина»
- 1975 — Юбилейная медаль «Тридцать лет Победы в Великой Отечественной войне 1941—1945 гг.»
- 1977 — Заслуженный деятель науки Казахской ССР
- 1978 — Орден Трудового Красного Знамени
- 1985 — Юбилейная медаль «Сорок лет Победы в Великой Отечественной войне 1941—1945 гг.»
- 1986 — Медаль «Ветеран труда»
- 1987 — Медаль «Ыбырай Алтынсарин» — за особые заслуги в области просвещения и педагогической науки

Республики Казахстан
- 1996 — Государственная премия Республики Казахстан в области литературы и искусства
- 2005 — Заслуженный деятель Казахстана[7]
- 2007 — Орден Отан — за особый вклад в казахскую литературу и национальную педагогику[8]
- 2012 — Орден «Барыс» 2 степени[9]
- 2013 — «Большая серебряная медаль Николая Гумилева»
- 2018 — Почетный гражданин города Алматы[10]

Медали Республики Казахстан
- 2001 — Медаль «10 лет независимости Республики Казахстан»
- 2004 — Медаль «50 лет Целине»
- 2004 — Медаль «60 лет Победы в Великой Отечественной войне 1941—1945 гг.»
- 2007 — Нагрудный знак «За заслуги в развитии науки Республики Казахстан»
- 2008 — Медаль «10 лет Астане»
- 2011 — Медаль «20 лет независимости Республики Казахстан»
- 2015 — Юбилейная медаль «70 лет Победы в Великой Отечественной войне 1941—1945 гг.»
- 2016 — Медаль «25 лет независимости Республики Казахстан»
- 2018 — Медаль «20 лет Астане»

Кыргызстан
- 1995 (27 июля) — Заслуженный деятель науки Республики Кыргызстан — за большой вклад в развитии и взаимное обогащение казахской и кыргызской литературы и литературоведения[11]
- 1995 (25 октября) — Юбилейная медаль «Манас-1000» — за большой вклад в укрепление дружбы и сотрудничества между кыргызским и казахским народами, пропаганду идей эпоса «Манас»[12]

## Семья
Супруга: Алия Бейсенова (род. 1932) — советский и казахстанский учёный, доктор географических наук, профессор, академик НАН РК. Заслуженный деятель Казахстана, лауреат государственной премии РК.
Сын: Нур Кирабаев (род. 1951) — доктор философских наук, профессор, академик НАН РК, Заслуженный деятель науки РФ.
Сын: Алим Кирабаев (род. 1972) — казахстанский дипломат, Чрезвычайный и Полномочный Посол Казахстана в Польше.